# XIII. Olimpijske igre – London 1944.
XIII. Olimpijske igre - London 1944 su trebale biti održane 1944. godine u Londonu (Ujedinjeno Kraljevstvo), no odgođene su zbog Drugog svjetskog rata. Ipak, London je bio domaćin idućih Olimpijskih Igara 1948.